# (500050) 2011 US40
(500050) 2011 US40 es un asteroide perteneciente al cinturón de asteroides, descubierto el 27 de octubre de 2008 por el equipo del Spacewatch desde el Observatorio Nacional de Kitt Peak, Arizona, Estados Unidos.

## Designación y nombre
Designado provisionalmente como 2011 US40.

## Características orbitales
2011 US40 está situado a una distancia media del Sol de 2,145 ua, pudiendo alejarse hasta 2,460 ua y acercarse hasta 1,829 ua. Su excentricidad es 0,147 y la inclinación orbital 1,444 grados. Emplea 1147,60 días en completar una órbita alrededor del Sol.

## Características físicas
La magnitud absoluta de 2011 US40 es 19,7.